# Șceaslîve, Bahciîsarai
Șceaslîve (în ucraineană Щасливе) este un sat în comuna Zelene din raionul Bahciîsarai, Republica Autonomă Crimeea, Ucraina.

## Demografie
Componența lingvistică a localității Șceaslîve
     Rusă (52,53%)
     Tătară crimeeană (42,17%)
     Ucraineană (3,13%)
     Alte limbi (0,24%)
Conform recensământului din 2001, majoritatea populației localității Șceaslîve era vorbitoare de rusă (52,53%), existând în minoritate și vorbitori de tătară crimeeană (42,17%) și ucraineană (3,13%).